# Vampyrellidium
Genre
Vampyrellidium est un genre d'amibes à filaments pseudopodes. Faute de données moléculaires, son positionnement phylogénétique n'est pas encore assuré, mais il est généralement attribué à la famille des Nucleariidae, (et non plus aux Vampyrellidae comme initialement pensé).
Vampyrellidium présente une forme de vie « planctonique » et une forme « amiboïde ». Dans la première, l'amibe est sphérique avec de longs filaments pseudopodes, alors que dans la seconde, elle est plus allongée et arbore des pseudopodes en formes de filaments et en forme de lobe. L'amibe se nourrit soit en ingérant des organismes vivants (généralement des Chlamydomonadineae et Volvocineae), soit en plongeant un pseudopode dans des cellules d'algues pour en absorber le contenu. La pénétration de la paroi cellulaire des algues serait enzymatique.

## Systématique
Le genre Vampyrellidium a été créé en 1885 par le botaniste prussien Friedrich Wilhelm Zopf (1846-1909).

## Liste des espèces
- Vampyrellidium vagans Zopf, 1885
- Vampyrellidium perforans Surek & Melkonian, 1980[3]

## Publication originale
- Zopf, W. (1885). Die Pilzthiere oder Schleimpilze. In: Schenk A, editor. Handbuch der Botanik (Encyklopaedie der Naturwissenschaften). Vol. 3, pt. 2, Breslau: Trewendt, pp. 1–174, .